# Pons Augusti
Pons Augusti (deutsch: Brücke des Augustus; auch: Kastell Voislova) ist ein ehemaliges römisches Hilfstruppenlager auf dem Gebiet des zur Gemeinde Zăvoi gehörenden Dorfes Voislova in der rumänischen Region Banat. Gemeinsam mit insgesamt 277 Stätten des Dakischen Limes wurde das Kastell Voislova 2024 zum UNESCO-Weltkulturerbe erhoben.

## Lage
Pons Augusti ist bereits auf der Tabula Peutingeriana verzeichnet. In antiker Zeit lag das Kastell an der so genannten Kaiserstraße von Tibiscum zur Colonia Ulpia Traiana Augusta Dacica Sarmizegetusa und diente zusammen mit dem Kastell Zăvoi vermutlich der Überwachung dieser bedeutenden Verbindung. Bei Voislova zweigte eine Passverbindung nach Norden ins Gebirge ab. Im heutigen Siedlungsbild befindet sich das Bodendenkmal am westlichen Rande des Dorfes.

## Archäologische Befunde und Funde
Das Gelände, in dem sich das Kastell und sein Auxiliarvicus befinden, ist zwar seit dem 19. Jahrhundert als römische Fundstelle bekannt, wurde bislang aber nur unzulänglich archäologisch untersucht. Systematische Flächengrabungen fanden überhaupt nicht statt. Entsprechend wenig weiß man über dieses Ensemble. Identifiziert wurde ein rechteckiges, 35 m mal 46 m (= 0,17 ha) großes Steinkastell aus Kalkstein und darunter die Spuren eines größeren Holz-Erde-Lagers. Die wenigen Inschriften hatten einen zivilen, keinen militärischen Charakter, jedoch ragte ein Inschriftenfund heraus, ein Votivaltar aus Marmor, der von dem Legaten im Range eines Praetors, dem Statthalter Caius Iulius Gallus in den Jahren zwischen 197 und 211 aufgestellt worden war und auf dem der Soldatengott Mars angerufen wird:
| Marti / [pr]o salut[e] [Impe]rator(um) [Severi] [et Ant]onini [f(ilii) conserv(atori)] [Aug]usto[rum] / [do]mino[rum] [nos]tro[rum] [C(aius) I(ulius)] Gallus le[g(atus)] [eor]um pr(o) pr(aetore) [cu]m sui[s] [v(otum) s(olvit) l(ibens) m(erito)] |

Übersetzung: „Zum Mars für das Heil des Imperators Severus, Sohn des Antoninus, unseren bewahrenden Herrn Augustus, hat Caius Iulius Gallus mit den Seinen sein Gelübde gerne und nach Gebühr erfüllt.“
Die Errichtung eines Weihesteins durch den Statthalter spricht für eine gewisse, zumindest temporäre Bedeutung des Ortes. Die explizite Anrufung des Kriegsgottes Mars spricht zudem für eine militärische Präsenz in Voislova. In Ad aquas Herculi sacras (Băile Herculane/Herkulesbad) ist ein ähnlicher Weihestein desselben Statthalters gefunden worden, auf dem Hercules angerufen wird.

## Denkmalschutz
Der Fundplatz steht nach der Regierungsverordnung Nr. 43/2000 als archäologische Verdachtsfläche unter Schutz und ist im Repertoriul Arheologic Național mit dem RAN-Code 54671.02 eingetragen. Zuständig sind das Ministerium für Kultur und nationales Erbe (Ministerul Culturii și Patrimoniului Național), insbesondere das Generaldirektorat für nationales Kulturerbe, die Abteilung für bildende Kunst, die Nationale Kommission für historische Denkmäler sowie weitere, dem Ministerium untergeordnete Institutionen. Ungenehmigte Ausgrabungen sowie die Ausfuhr von antiken Gegenständen sind in Rumänien verboten.